# Lærke Marie Olsen
Lærke Marie Olsen (født 21. juni 1998 i Hørsholm) er en dansk judoka (judokæmper), der er udtaget til at deltage ved OL 2020 i Tokyo i judo 63 kg-klassen.
Lærke Marie Olsen begyndte at dyrke judo som treårig og er Team Danmark-elev og student fra Rungsted Gymnasium. 
Hun har en række gode resultater i judo gennem ungdomsårene, hvor en sølvmedalje ved junior-VM på Bahamas i oktober 2018 er bedste resultat.
Udtagelsen til OL kom 30. juni 2021, og Olsen blev dermed den første danske kvindelige deltagere i judo ved OL nogensinde og den første danske deltager siden Tommy Mortensen (no) ved OL 1988.

## Eksterne kilder og henvisninger
- Lærke Olsens profil på Olympics.com (engelsk)
- Lærke Olsens profil på Olympedia (engelsk)
- Lærke Olsen hos JudoInside.com (engelsk)